# Reinaldo Rueda
Reinaldo Rueda Rivera (Cali, 1957. április 16. –) kolumbiai labdarúgóedző.